# Gradiômetro
O gradiômetro é um dispositivo utilizado para medir o gradiente de uma quantidade física, como o campo gravitacional ou o campo magnético. Ele é composto por um sensor sensível à aceleração da gravidade, permitindo detectar pequenas diferenças nos campos gravitacionais em diferentes regiões.

## Tipos de gradiômetro
Existem pelo menos quatro tipos de gradiômetro para medir campos magnéticos:
1. Gradiômetro axial. Este dispositivo consiste em dois magnetômetros colocados em série (isto é, um acima do outro). O resultado proveniente do dispositivo é a diferença no fluxo magnético naquele ponto do espaço, em outras palavras, o resultado é a diferença entre o que cada um dos magnetômetros detecta.
2. Gradiômetro biaxial. Este dispositivo consiste em três magnetômetros que medem o gradiente do campo magnético em duas direções.
3. Gradiômetro triaxial. Este dispositivo consiste em quatro magnetômetros que medem o gradiente do campo magnético em três direções.
4. Gradiômetro planar. Este dispositivo consiste em dois magnetômetros colocados lado a lado. O resultado proveniente do dispositivo é a diferença de fluxo entre os dois laços.

Cada tipo de sensor responde de maneira diferente a certos sinais espaciais.
Gradiômetros axiais são bons para medir profundidade, enquanto gradiômetros planares podem medir sinais fracos mesmo sob muito ruído.